# Makemake
Makemake (symbol: , tidligere 2005 FY9, formelt navn 136472 Makemake) er en en trans-neptunsk dværgplanet i Kuiper-bæltet i vores solsystem.
Dværgplaneten er opkaldt efter Påskeøens hovedgud Makemake.
Dværgplaneten blev opdaget af Michael Brown (Caltech), Chad Trujillo (Gemini Observatoriet) og David Rabinowitz (Yale Universitet) den 31. marts 2005 og den blev officielt anerkendt som en dværgplanet i 2008.
Makemakes afstand til Solen gør den vanskelig at observere, men i 2012 offentliggjorde spanske forskere, at det i forbindelse med studier af dværgplanetens passage af en stjerne kunne konstateres, at Makemake næppe har nogen atmosfære af betydning.
Det tager Makemake 305 år, at kredse om solen. Imens den kredser om solen, opnår dværgplaneten en rotation hver 22,5 time, hvilket minder om Jordens og Mars' rotationstid.
I 2016 opdagede NASA's Hubble Space Telescope en lille mørk måne kredse om dværgplaneten (se billede).
Overfladen på dværgplaneten er ekstremt kold, så derfor er det meget usandsynligt at der findes liv på den.
Makemakes radius er hele 715 km., og er dermed 1/9 af jordens radius. Makemake befinder sig 45,8 AE (astronomiske enheder) eller 6,847,000,000 kilometer fra solen.